# Равич-Щербо, Владимир Антонович
Владимир Антонович Равич-Щербо (1890, Егорьевск — 1955, Москва) — советский фтизиатр, доктор медицинских наук (1939), член-корреспондент Академии медицинских наук (1946). организатор медицинской службы в системе здравоохранения СССР.

## Биография
Родился 12 (24) апреля 1890 года в Егорьевске. Отец — военный врач Антон Антонович Равич-Щербо, мать Зинаида Андреева.
Окончил гимназию в 1911 году и поступил на медицинский факультет Императорского Казанского университета. Окончил его в 1916 году, в том же году призван в армию.
Участник Первой мировой и Гражданской войн. Два года служил младшим врачом 41-го Сибирского стрелкового полка. С 1918 по 1922 год в Красной армии — старший врач полка, затем врач госпиталя, врач дивизионного лазарета Первой конной армии.
С 1922 по 1931 год — сотрудник факультетской терапевтической клиники Воронежского университета. С 1931 года доцент по курсу туберкулёза, с 1935 года — профессор кафедры туберкулёза Воронежского медицинского института (ВМИ). По другим данным — профессор кафедры пропедевтики внутренних болезней ВМИ с 1938 года. Также с 1937 по 1939 год заведовал пропедевтической терапевтической клиникой ВМИ.
Одновременно с этим участвовал в создании Воронежского института туберкулёза и с 1930 по 1939 год был в нём заместителем директора по научной работе.
В 1939 году назначен заведующим 2-й кафедрой туберкулёза в московском Центральном институте усовершенствования врачей (ЦИУВ). В том же году получил учёную степень доктора медицинских наук без защиты диссертации.
С началом Великой Отечественной войны отправил семью в эвакуацию на Алтай и ушёл добровольцем на военную службу. С августа 1941 года по июль 1942 года помощник начальника ЭГ-4100 Сибирского военного округа. Затем до 1944 года — главный терапевт Юго-Западного, Сталинградского, Южного и 4-го Украинского фронтов. Занимался организационным и методическим руководством терапевтами фронтов в Сталинградской битве, в Мелитопольской, Крымской и других операциях. С декабря 1944 года был главным терапевтом Главного военного госпиталя. Демобилизован 13 октября 1945 года в звании полковника медицинской службы.
С ноября 1945 по 1952 год — заведующий диагностический клиникой, затем терапевтическим отделением Института туберкулёза АМН СССР.
С 1946 года до конца жизни — заведующий 2-й кафедрой туберкулёза ЦИУВ.
С 1946 года — член-корреспондент АМН СССР.
Умер 7 мая 1955 года в Москве.

## Научная деятельность
Автор 108 научных работ, в том числе 6 монографий. Основные темы: патогенез туберкулеза лёгких и плеврита, особенности лимфатической системы лёгких, проблемы аллергии и иммунитета, механизм действия лечебного пневмоторакса, комплексная терапия больных туберкулезом. 
Создатель оригинальной теории о важной роли зон гиперсенсибилизации лёгочной ткани в возникновении и локализации инфильтративного туберкулеза легких, в рамках которой выдвинул положение, что высокая аллергическая реактивность не является проявлением иммунитета.
В 1929 году одним из первых в СССР применил двусторонний искусственный пневмоторакс. описал ряд симптомов медиастинального плеврита, поражения бронхов. В частности, открыл паравертебральный и югулярный симптомы (симптомы Равич-Щербо).
Редактор и автор ряда основных разделов XXV тома («Туберкулез легких») издания «Опыт советской медицины в Великой Отечественной войне 1941—1945 гг.». Был членом правлений Всесоюзного и Московского обществ фтизиатров, заместителем редактора журнала «Проблемы туберкулеза».

### Избранная библиография
- Равич-Щербо В. А. Опыт применения двустороннего искусственного пнеймоторакса при туберкулезе легких / Пред. П. И. Философова. — М.; Л.: Гос. мед. изд-во, 1929. — 124 с. — (Библиотека «Вопросы туберкулеза» Вып. 3).
- Равич-Щербо В. А., Штейнберг Л. Д. Средостение в клинике туберкулеза детей и взрослых. — Воронеж: Воронежское обл. кн-во, 1936. — 296 с.
- Равич-Щербо В. А. Туберкулез легких у взрослых (Избранные главы). — М.: Центр. ин-т усовершенствования врачей, 1953. — 232 с.
- Равич-Щербо В. А. Ошибки в клинике легочного туберкулеза. — М.: Медгиз, 1954. — 124 с. — (Библиотека практического врача).

## Награды
- Орден Красной Звезды (5 ноября 1943).
- Орден Отечественной войны II степени (25 мая 1944)[9].
- Орден Ленина[7].
- Медали, в том числе: «За оборону Сталинграда» (22 декабря 1942), «За победу над Германией» (26 июля 1945)[9].

## Семья
Дочь — один из основоположников советской и российской психогенетики Инна Владимировна Равич-Щербо (1928—2004).

### Комментарии
1. ↑  Андреева — не фамилия, а отчество в характерной для лиц незнатного происхождения форме.

### Отсылки к источникам
1. 1 2  Метрическая книга Егорьевского уезда за 1890 год. ГКУ Московской области ЦГАМО, фонд №16И, опись №1, дело №64, стр. 236 Архивная копия от 10 июля 2023 на Wayback Machine
2. 1 2  Касаткин, 2000.
3. ↑  Алексанян, Кнопов, 1990, с. 73.
4. ↑  Алексанян, Кнопов, 1990, с. 73—74.
5. 1 2 3 4 5 6 7 8  Алексанян, Кнопов, 1990, с. 74.
6. ↑  Пропедевтика внутренних болезней: история кафедры. Воронежский Государственный Медицинский Университет им. Н.Н. Бурденко. Дата обращения: 25 апреля 2017. Архивировано 26 апреля 2017 года.
7. 1 2 3 4 5 6 7  Клочкова, 1983.
8. ↑  Бечик и др., 1996.
9. 1 2 3  Память народа.

### Дополнительные
- Остроумова А. Основные направления в творчестве В. А. Равич-Щербо // Проблемы туберкулеза. — № 3. — 1956.